# Rosalin Kuiper
Rosalin Kuiper (7 juni 1995) is een Nederlandse zeiler. Ze wordt beschouwd als een ervaren oceaanzeiler met expertise op verschillende gebieden, met meer dan 80.000 mijl gevaren. Ze heeft ook een diploma wetenschappelijke psychologie met een specialisatie in sportpsychologie en groepsdynamiek. Ze woont in Lorient, waar ook veel IMOCA's zijn gevestigd.
In 2023 nam zij voor het eerst deel aan The Ocean Race als co-schipper met Team Malizia. In September 2023 maakte zij de overstap naar Team Holcim-PRB om hierbij als eerste schipper aangekondigd te worden als schipper voor The Ocean Race Europe 2025. Rosalin streeft naar meer gelijkheid in de sport en bewustwording rondom schonere oceanen. 

## Sportieve carrière

### Jeugd
Ze leerde op zesjarige leeftijd zeilen in een Optimist op een meer bij haar geboorteplaats Zoetermeer bij Den Haag. Met 18 jaar leeftijd begon ze weer te zeilen tijdens een soloreis naar Australië en nam een baan als matroos op een zeilschip op de Whitsundays-eilanden aan. Bij haar terugkeer ging Rosalin Kuiper naar een zeilschool en werd kort daarna geselecteerd voor de jeugdzeilacademie van voormalig Volvo Ocean Race-schipper Roy Heiner. 

### Regatta's
Vervolgens doet ze mee aan verschillende bekende zeilraces zoals de Sydney to Hobart Yacht Race, de Fastnet Race, de Middle Sea Race en de Caribbean 600. Ze heeft ook gewerkt met verschillende zeilkampioenen zoals Chris Nicholson, Stu Bannatyne en Xabi Fernandez.
Ze verdiende haar plaats in het "InfoTrack" -raceteam tijdens de Sydney to Hobart Yacht Race door aanvankelijk een baan op het land te doen voor de bemanning op de maxi "InfoTrack". 

### The Ocean Race
Tijdens Ocean Race Europe 2021 voer ze als trimmer aan boord van de Volvo 65 AkzoNobel. Ze deed ook het mediawerk voor het team. 
In The Ocean Race 2023 nam zij deel als co-schipper naast Boris Herrmann voor Team Malizia. Met haar 27 jaar was zij destijds het jongste bemanningslid. Haar opname in het team was gebaseerd op een aanbeveling van Rosalin van Will Harris aan schipper Boris Hermann. Rosalin was tijdens de race het enige vrouwelijke bemanningslid die elke etappe voer van zes maanden durende race. Team Malizia eindigde als derde in The Ocean Race 2023.  
Rosalin is als eerste schipper bevestigd voor The Ocean Race Europe 2025 met Team Holcim-PRB.  

## Sportieve prestaties
- 2023: The Ocean Race - 3e plaats (IMOCA)
- 2022: Défi Azimut – Opwarming van de oceaanrace – 3e plaats
- 2021: The Ocean Race Europe – 3e plaats (VO65)
- 2018: Sydney to Hobart Yacht Race – 4e plaats
- 2018: IRC Europees kampioen

### The Ocean Races
- 2023: The Ocean Race
- 2021: The Ocean Race Europe

### Rolex-races
- 2 keer Sydney to Hobart Yacht Race
- 4 keer Middle Sea Race

### Andere regatta's
- 3 keer Caribisch gebied 600
- 1 keer Rolex Fastnet Race

1. ↑  Stem van de oceaan